# Cosmos 359
Cosmos 359 foi uma tentativa de missão para Vénus. Talvez ela teria um pouso em Vénus semelhante ao da missão Venera 7, que foi lançada cinco dias antes, em 17 de agosto de 1970. O lançador SL-6/A-2-e levou a sonda à órbita terrestre com sucesso e carregou da nave espacial para ser separada de um Sputnik Tyazheliy, mas a fuga falhou durante  a fase de cozedura, colocando a carga em um pouco mais na órbita elíptica do geocêntrico.